# Église Saint-François de Cortone
Pour les articles homonymes, voir Église San Francesco.
L’église Saint-François (italien : chiesa di San Francesco) est un édifice religieux catholique du XIIe siècle situé à Cortone, en Italie. Elle est construite à la demande du frère Elia Coppi.
A l'intérieur de l'église sont conservés : un morceau de la Sainte Croix de Constantinople, une soutane, un oreiller et l'évangile ; toutes les reliques ayant appartenu à saint François, apportées par le frère Elia Coppi lui-même.
Luca Signorelli, un célèbre peintre de Cortone, a été enterré dans la crypte ci-dessous, aujourd'hui inutilisée.